# دربتشاة (مقاطعة دورة)
دربتشاة (بالفارسية: دربچاه) هي قرية تقع في قسم دورة الريفي (مقاطعة دورة) في إيران. يقدر عدد سكانها بـ 245 نسمة بحسب إحصاء 2016.